# Alsting
Alsting (prononcer [alstɛ̃] ; en allemand : Alstingen, en francique rhénan : Alschtinge) est une commune française de l'aire urbaine de Sarrebruck-Forbach située dans le département de la Moselle et le bassin de vie de la Moselle-est, en région Grand Est.
Elle fait également partie du Steinhart
La commune est composée des lieux-dits Zinzing, Hessling et Alsting et donc trois rues qui forment la rue principale : rue de Châtelaillon à Zinzing, rue de l'Église à Hessling et rue de Palinges à Alsting. Ses habitants sont les Alstingeois. La commune est limitrophe de l'Allemagne au nord, avec une frontière de 2 km avec les quartiers Güdingen et Sankt Arnual de la capitale de la Sarre (Land), Sarrebruck. Elle est traversée par le Simbach, ruisseau prenant sa source à Spicheren et qui se jette dans la Sarre à Grosbliederstroff. Saint Pierre est le patron de la paroisse. Il est fêté à la fête du village qui est aussi la fête des Cerises, le week-end suivant le 29 juin, fête des saints Pierre et Paul.

## Géographie

### Situation
| Spicheren | Sarrebruck (Allemagne) |                   |
| Etzling   | Alsting                | Grosbliederstroff |
| Kerbach   | Lixing-lès-Rouhling    |                   |

Alsting est un village verdoyant au cœur d’une agglomération de villes, à égale distance de Forbach, Sarreguemines et Sarrebruck.
Situé à flanc de coteau, il est entouré de forêts : au nord le Jungenwald, au sud l’Ermerich. La vallée est traversée par un ruisseau, le Simbach. Le Simbach, aussi appelée Sauerbach, prend sa source dans la vallée de Spicheren et se jette dans la Sarre à Grosbliederstroff. Le ruisseau passe devant le ranch des cavaliers d’Alsting et alimentait autrefois la roue du moulin.

### Hydrographie

#### Réseau hydrographique
La commune est située dans le bassin versant du Rhin au sein du bassin Rhin-Meuse. Elle est drainée par le ruisseau le Simbach.

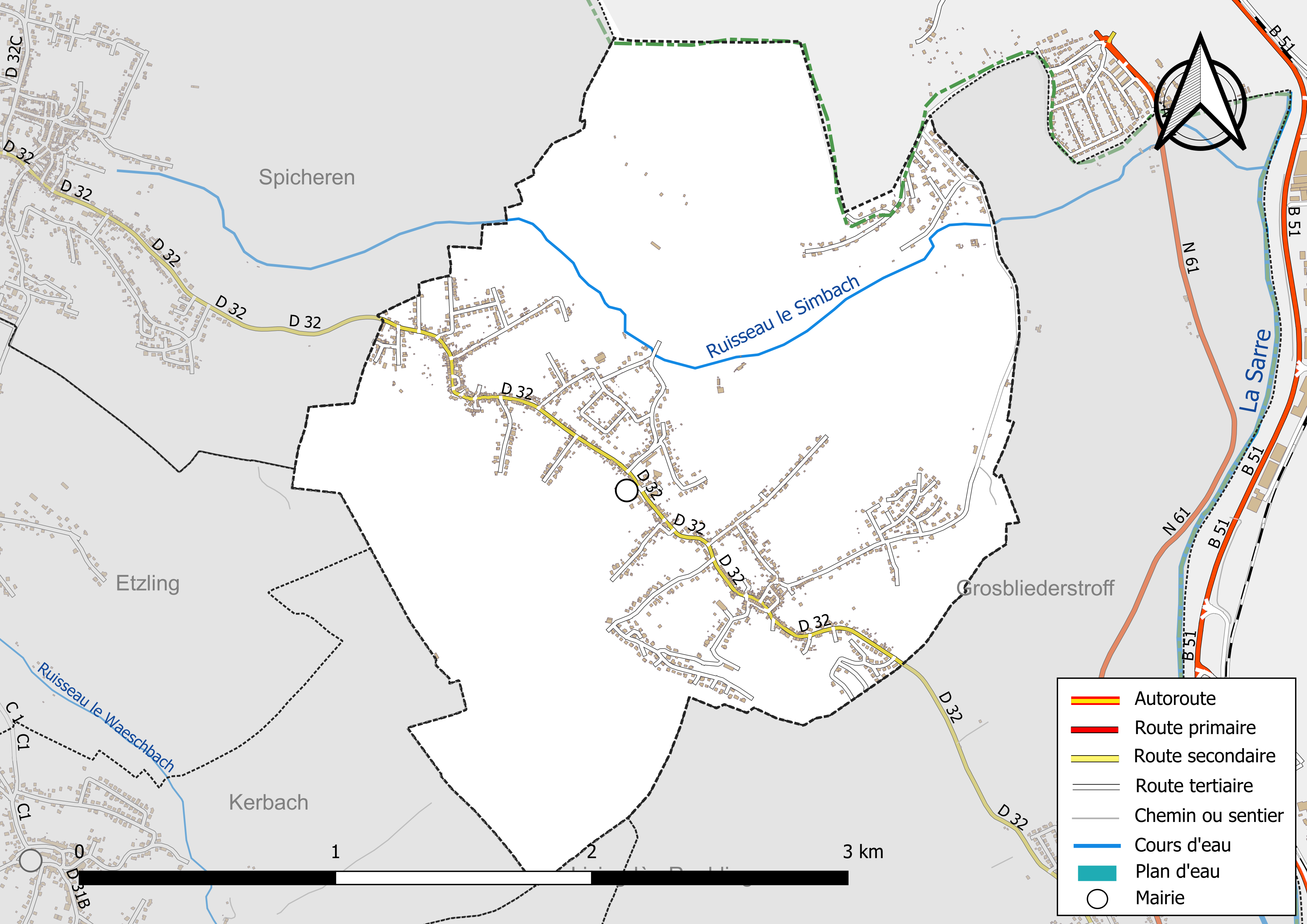
Réseaux hydrographique et routier d'Alsting.

#### Gestion et qualité des eaux
Le territoire communal est couvert par le schéma d'aménagement et de gestion des eaux (SAGE) « Bassin Houiller ». Ce document de planification, dont le territoire est approximativement délimité par un triangle formé par les villes de Creutzwald, Faulquemont et Forbach, d'une superficie de 576 km2, a été approuvé le 27 octobre 2017. La structure porteuse de l'élaboration et de la mise en œuvre est la région Grand Est. Il définit sur son territoire les objectifs généraux d’utilisation, de mise en valeur et de protection quantitative et qualitative des ressources en eau superficielle et souterraine, en respect des objectifs de qualité définis dans le SDAGE  du Bassin Rhin-Meuse.

### Climat
Pour des articles plus généraux, voir Climat du Grand Est et Climat de la Moselle.
En 2010, le climat de la commune est de type climat des marges montargnardes, selon une étude du Centre national de la recherche scientifique s'appuyant sur une série de données couvrant la période 1971-2000. En 2020, Météo-France publie une typologie des climats de la France métropolitaine dans laquelle la commune est exposée à un climat semi-continental et est dans la région climatique Lorraine, plateau de Langres, Morvan, caractérisée par un hiver rude (1,5 °C), des vents modérés et des brouillards fréquents en automne et hiver.
Pour la période 1971-2000, la température annuelle moyenne est de 9,7 °C, avec une amplitude thermique annuelle de 17,2 °C. Le cumul annuel moyen de précipitations est de 918 mm, avec 11,9 jours de précipitations en janvier et 9,7 jours en juillet. Pour la période 1991-2020, la température moyenne annuelle observée sur la station météorologique de Météo-France la plus proche, « Seingbouse », sur la commune de Seingbouse à 14 km à vol d'oiseau, est de 10,5 °C et le cumul annuel moyen de précipitations est de 731,4 mm. 
La température maximale relevée sur cette station est de 37,9 °C, atteinte le 25 juillet 2019 ; la température minimale est de −17 °C, atteinte le 20 décembre 2009,,.
Les paramètres climatiques de la commune ont été estimés pour le milieu du siècle (2041-2070) selon différents scénarios d'émission de gaz à effet de serre à partir des nouvelles projections climatiques de référence DRIAS-2020. Ils sont consultables sur un site dédié publié par Météo-France en novembre 2022.

## Urbanisme

### Typologie
Au 1er janvier 2024, Alsting est catégorisée ceinture urbaine, selon la nouvelle grille communale de densité à sept niveaux définie par l'Insee en 2022.
Elle appartient à l'unité urbaine d'Alsting, une unité urbaine monocommunale constituant une ville isolée,. Par ailleurs la commune fait partie de l'aire d'attraction de Sarrebruck (partie française), dont elle est une commune de la couronne,. Cette aire, qui regroupe 12 communes, est catégorisée dans les aires de 700 000 habitants ou plus (hors Paris),.

### Occupation des sols
L'occupation des sols de la commune, telle qu'elle ressort de la base de données européenne d’occupation biophysique des sols Corine Land Cover (CLC), est marquée par l'importance des forêts et milieux semi-naturels (43 % en 2018), en augmentation par rapport à 1990 (40,8 %). La répartition détaillée en 2018 est la suivante : 
forêts (43 %), zones agricoles hétérogènes (20,7 %), zones urbanisées (19,3 %), cultures permanentes (6,9 %), prairies (5,7 %), terres arables (4,3 %). L'évolution de l’occupation des sols de la commune et de ses infrastructures peut être observée sur les différentes représentations cartographiques du territoire : la carte de Cassini (XVIIIe siècle), la carte d'état-major (1820-1866) et les cartes ou photos aériennes de l'IGN pour la période actuelle (1950 à aujourd'hui).

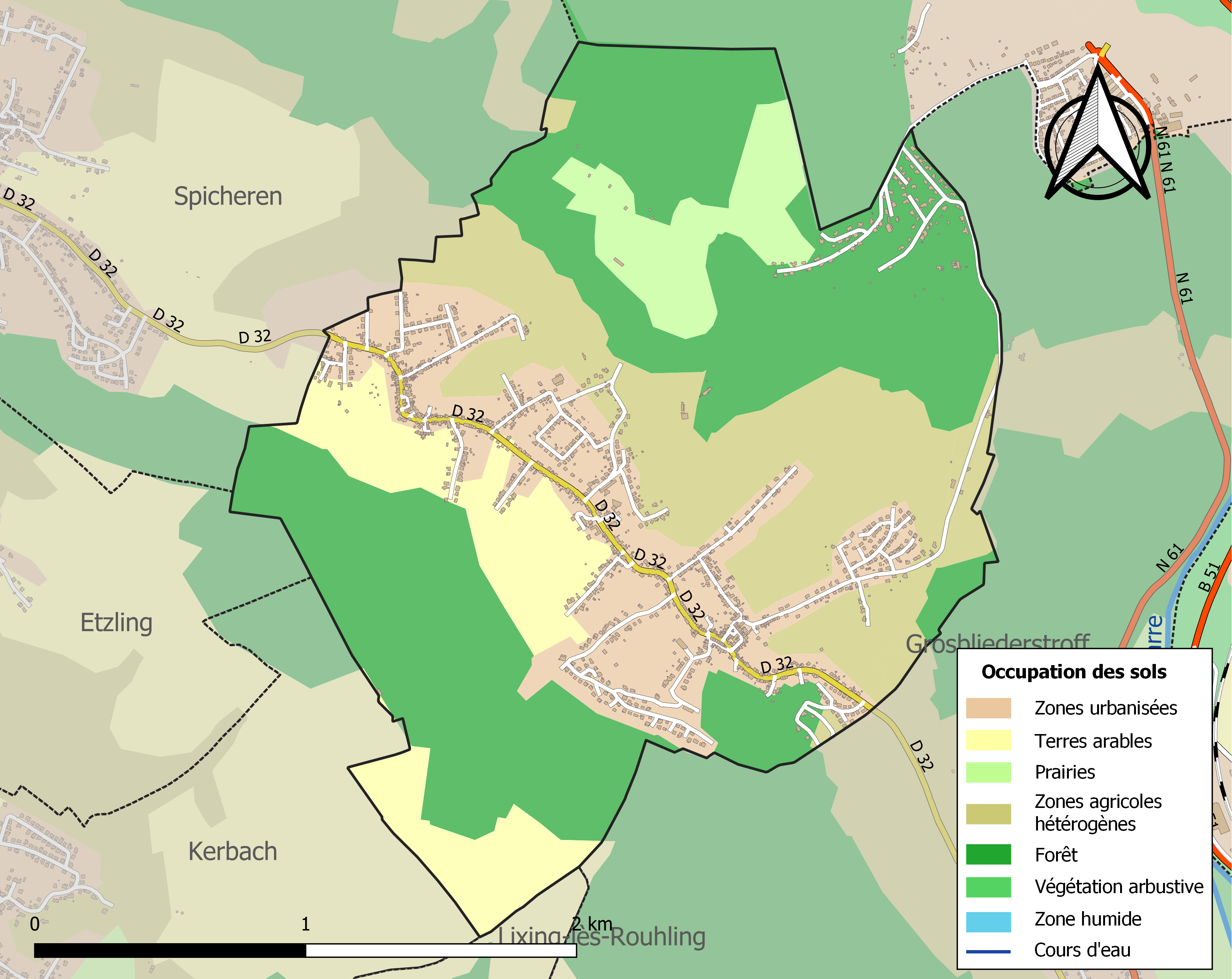
Carte des infrastructures et de l'occupation des sols de la commune en 2018 (CLC).

### Lieux-dits, hameaux et écarts
La commune d'Alsting est composée de trois villages contigus : Zinzing, Hessling et Alsting.

## Toponymie
- Alsting : Alstingen (1200), Alstingen (1594)[16], Altzing (1779)[16], Alsten (carte de Cassini)[16], Altzing ou Altring (1790)[16], Alsing (1793), Zinzing-Alsting (1801)[17]. Alstingen en allemand. Alschtinge en francique lorrain.
- Hesseling : Heiselingen (1271), Esselange, Eccelange (1429)[16], Esselingen (1430)[16], Hessling (1544)[16], Hesslingen (1594)[16], Etzling (1606)[16], Hesseling (1779). Hesslingen en allemand[16]. Hesslinge en francique lorrain.
- Zinzing : Zintsingen (1594)[16], Zinzingen (1618)[16], Zintzing (XVIIIe siècle)[16]. Zinzinge en francique lorrain.

### Sobriquets
- Anciens sobriquets désignant les habitants[18]: Alstinger "Hicke-Hacke" (les "Hicke-Hacke" d'Alsting), Kircheknupper (« les croqueurs de cerises »).

## Histoire

### Moyen Âge
On fait état de deux récits qui pourraient expliquer l'origine du village. Le premier serait le passage en 890 d'Alstingus avec les armées franques. Le second est l'installation en 1236 d'un homme germanique nommé Alster.
Jusqu'à la guerre de Trente Ans, le petit hameau actuel de Hessling est un village important de la seigneurie de Forbach, le centre d’une paroisse qui comprend les villages de Hesseling, Alsting, Zinzing et d'une partie de Spicheren.
L'abbaye de Wadgassen y possède des terres qui sont mentionnées en 1271 et en 1295 :
- en 1271, Bornevin Siglerre est prévôt à Sarrebruck et les héritiers renoncèrent pour 10 Metzer Pfund à toutes les prétentions sur les biens de Heiselingen (Hesseling) en possession de l’abbaye ;
- en 1295, Hellenic Pleban de Vechingen et Jean, dit Capellan, de Hessling, prêtre de Saint-Arnoual, arbitrèrent un différend entre l’abbaye de Wadgassen, le maire Ludewich et les frères Othlo de Güdingen concernant des biens situés près du moulin de Hesseling.

Les entités qui constituent l'actuel village d'Alsting sont indépendantes. Alsting figure en tant que hameau dépendant de Hessling parmi les propriétés du Chapitre de St Arnual. Ruchlingen est un hameau d'Alsting puis de Spicheren, à la suite de la suppression de la collégiale de St Arnual en 1569, et est abandonné après la guerre de Trente ans. De nos jours, Il fait partie du cadastre de Spicheren. Il avait la forme d'un « T », et se situait aux lieux-dits « Ruchlingen » et « Lethfeld » en venant d'Alsting au lieu-dit « hinter Ruchlingen ».
Le village de Hessling est détruit pendant la guerre de Trente Ans. En 1700, le ban de Hessling fut vendu aux chevaliers teutoniques à Hundling qui le possédaient encore en 1756. Par traités en 1766 et 1768, les comtes de Nassau-Sarrebruck renoncèrent aux dîmes à Alsting et à Zinzing en faveur de la France. L'église et le presbytère furent détruits pendant la Seconde Guerre mondiale.
Zinzing est déjà cité en 1202, la collégiale de Saint-Arnoual y possédant une ferme dont la jouissance appartient à Jean Siersberg, voué de la collégiale. Le Siebertmühle, moulin mentionné déjà en 1697, porte le nom d’un ancien propriétaire ; un restaurant y est établi aujourd’hui. L’ancien moulin, le Sauerbachmühle, est détruit pendant la guerre de Trente Ans.
En 1569, les terres de la collégiale de Saint-Arnoual sont confisquées par le comte de Nassau-Sarrebruck.

Le village de Hessling fut détruit pendant la guerre de Trente Ans (1632) ; seule l’église fut reconstruite, près de laquelle s’élevèrent plus tard les écoles (1744 : deux écoles avec 65 garçons et 45 filles).

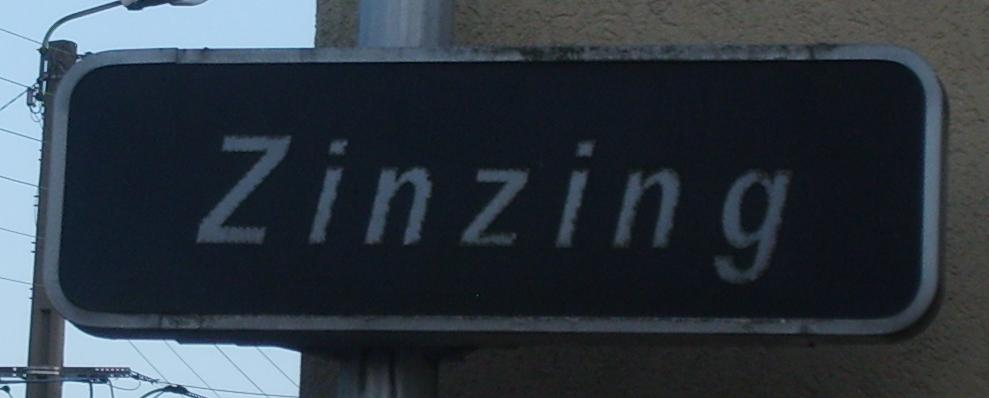
Panneau actuel « Zinzing » à l'entrée du lieu-dit en venant d'Hessling.

### Temps Modernes
En 1730, les villages d'Alsting et de Zinzing étaient éloignées l'un de l'autre, et Hessling ne comptait plus qu'un seul bâtiment : l'église. Alsting comptait moins d'une vingtaine de maisons et Zinzing douze, regroupées autour des tailleurs et de la fontaine. Ainsi que le calvaire de 1719 au carrefour de la rue Kerbach.
Par les traités de 1766 et de 1768, son successeur les cédait à la France qui venait d’acquérir la duché de Lorraine en 1766.
Depuis 1790, Alsting est une commune du canton de Forbach.

### Culte catholique
La paroisse de Hessling, avait pour annexes Alsting et Zinzing, qui était comprise dans l’archiprêtré de Saint-Arnoual jusqu'en 1569.
À la suite de la Réformation en 1575, le Chapitre et ses dépendances devinrent luthériens. Le comte de Nassau-Sarrebruck envoya un pasteur protestant mais les habitants refusèrent d'aller à ses offices. Hessling continua alors d'être mise sous l'autorité temporelle de la Lorraine restée catholique.
De 1691 à 1749, l'administration de la paroisse est donc confiée aux religieux de l’abbaye de Wadgassen de l’ordre de Prémontré, ou Norbertins qui administraient aussi Grosbliederstroff, Sarreguemines Neunkirch, Puttelange, Heckenransbach et Petit-Ebersviller.
L'église, dédiée à l'apôtre Pierre, fut reconstruite après la ruine du village, et encore rénovée en 1781. Le patronage (nomination du curé) appartenait à la collégiale de Saint-Arnoual et après sa suppression en 1569, au comte de Sarrebruck ; mais depuis que les comtes de Sarrebruck ont passé au protestantisme (1575), l'évêque de Metz se réserva la nomination du curé.
Après 1802, la paroisse rétablie porte le nom de la commune d'Alsting, avec l'annexe de Zinzing. L’ancienne église de Hessling, comprise dans l'archiprêtré de Forbach et maintenue comme église paroissiale, fut agrandie en 1823 et en 1853 ; une nouvelle église la remplaça en 1881. Elle fut détruite pendant la Seconde Guerre mondiale.

#### Liste des curés de la paroisse
| Début              | Nom                   | Fin               |
| ------------------ | --------------------- | ----------------- |
| 1802               | Jean-Paul Greff       | 21 novembre 1820  |
| 23 novembre 1820   | Jean-Jacques Valerius | 30 septembre 1835 |
| 30 septembre 1835  | Jean Schneider        | 1843              |
| 5 février 1843     | Pierre Heitzmann      | 28 août 1847      |
| 1er septembre 1847 | Jean-Pierre Hessemann | 13 décembre 1855  |
| 10 janvier 1856    | Christophe Muller     | 15 octobre 1899   |
| 15 novembre 1899   | Jean-Pierre Flauss    | 26 mars 1911      |
| 1er avril 1911     | Auguste Hamman        | 21 septembre 1921 |
| 1er octobre 1921   | Célestin Grosse       | 1936              |
| 1936               | Louis Wagner          | 1952              |
| 18 septembre 1952  | Joseph Muller         | 29 août 1971      |
| 4 septembre 1971   | Alphonse Nassoy       | 14 juillet 1991   |
| 14 juillet 1991    | René Krauzewicz       | 2010              |
| 12 septembre 2010  | Matthieu Balzer       | 2015              |

Une rue à Alsting porte le nom de l'abbé Grosse. Les curés Krauzewick et Balzer sont également curés des paroisses d’Etzling et de Spicheren en raison de la communauté de paroisse.

### Seconde Guerre mondiale
En septembre 1939, évacuation de la commune à Châtelaillon (Charente-Maritime) et Palinges (Saône-et-Loire).
Le village fut bombardé en 1944 (10 victimes, 17 maisons détruites), et libéré le 20 février 1945 par les troupes américaines.
La commune est citée le 11 novembre 1948 à l’ordre de la Division : « Commune lorraine, dont la population s’est signalée par l’aide apportée aux prisonniers. Bravant les menaces de l’occupant, a soustrait à ses recherches un aviateur allié. En outre a payé un lourd tribut aux combats de la libération, compte 23 de ses enfants tués, 14 blessés, 10 déportés et 7 expulsés, a vu la destruction de la moitié du village. Par son attachement à la France, par ses souffrances s’est acquis des droits à la reconnaissance du Pays. » Cette citation comporte l’attribution de la Croix de Guerre avec Étoile d’argent.

## Politique et administration

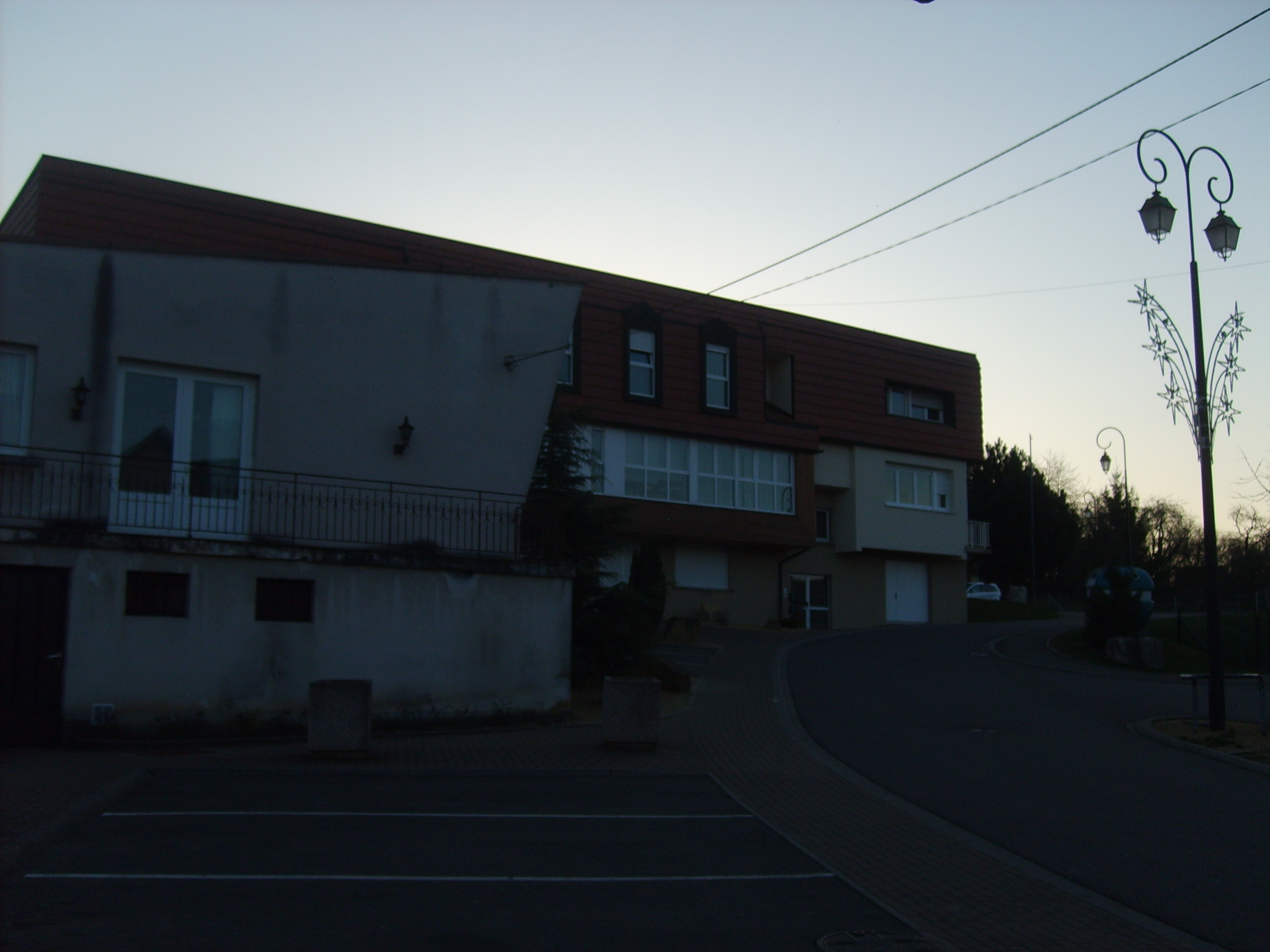
La mairie du village.

La mairie d'Alsting est située à Hessling, en face de l'église, à côté de l'ancienne école maternelle (reconvertie en 2018 en maison médicale) et à cent mètres de l'école primaire. Le bureau de Poste était placé dans le même bâtiment, à la gauche de la mairie jusqu'à sa fermeture. Un relais-Poste a ensuite été ouvert dans la supérette locale, qui a fermé. L'actuel relais-Poste est situé dans "La baguette d'Alsting", dépôt de pain situé rue de Palinges, à Alsting.
| Période                                  | Période      | Identité         | Étiquette               | Qualité                                    |
| ---------------------------------------- | ------------ | ---------------- | ----------------------- | ------------------------------------------ |
| Les données manquantes sont à compléter. |              |                  |                         |                                            |
| octobre 1945                             | octobre 1947 | Joseph Walter    |                         |                                            |
| octobre 1947                             | avril 1953   | Simon Dausend    |                         |                                            |
| avril 1953                               | août 1953    | Bruno Obertin    |                         |                                            |
| août 1953                                | mars 1959    | Marc Dallem      |                         |                                            |
| mars 1959                                | avril 1976   | Joseph Aubertin  |                         |                                            |
| avril 1976                               | mars 1977    | Meinrad Nimsgern |                         | Intérim                                    |
| mars 1977                                | mars 1995    | Bernard Waring   |                         |                                            |
| juin 1995                                | En cours     | Jean-Claude Hehn | RPR puis UMP-LR Radical | Président de la Communauté d'agglomération |

## Population et société

### Démographie

#### Évolution démographique
L'évolution du nombre d'habitants est connue à travers les recensements de la population effectués dans la commune depuis 1793. Pour les communes de moins de 10 000 habitants, une enquête de recensement portant sur toute la population est réalisée tous les cinq ans, les populations de référence des années intermédiaires étant quant à elles estimées par interpolation ou extrapolation. Pour la commune, le premier recensement exhaustif entrant dans le cadre du nouveau dispositif a été réalisé en 2005.

En 2022, la commune comptait 2 493 habitants, en évolution de −3,11 % par rapport à 2016 (Moselle : +0,52 %, France hors Mayotte : +2,11 %).
| 1793 | 1800 | 1806 | 1821 | 1836 | 1841 | 1861 | 1866 | 1871 |
| ---- | ---- | ---- | ---- | ---- | ---- | ---- | ---- | ---- |
| 482  | 526  | 623  | 681  | 906  | 844  | 824  | 866  | 847  |

| 1875 | 1880 | 1885 | 1890 | 1895 | 1900 | 1905 | 1910  | 1921  |
| ---- | ---- | ---- | ---- | ---- | ---- | ---- | ----- | ----- |
| 857  | 851  | 870  | 868  | 907  | 931  | 982  | 1 113 | 1 075 |

| 1926  | 1931  | 1936  | 1946  | 1954  | 1962  | 1968  | 1975  | 1982  |
| ----- | ----- | ----- | ----- | ----- | ----- | ----- | ----- | ----- |
| 1 071 | 1 125 | 1 156 | 1 314 | 1 408 | 1 734 | 1 905 | 2 017 | 2 209 |

| 1990  | 1999  | 2005  | 2006  | 2010  | 2015  | 2020  | 2022  | - |
| ----- | ----- | ----- | ----- | ----- | ----- | ----- | ----- | - |
| 2 574 | 2 664 | 2 701 | 2 705 | 2 638 | 2 572 | 2 508 | 2 493 | - |

#### Pyramide des âges
La population de la commune est relativement âgée.
En 2018, le taux de personnes d'un âge inférieur à 30 ans s'élève à 23,0 %, soit en dessous de la moyenne départementale (33,6 %). À l'inverse, le taux de personnes d'âge supérieur à 60 ans est de 33,0 % la même année, alors qu'il est de 26,2 % au niveau départemental.
En 2018, la commune comptait 1 259 hommes pour 1 303 femmes, soit un taux de 50,86 % de femmes, légèrement inférieur au taux départemental (51,08 %).
Les pyramides des âges de la commune et du département s'établissent comme suit.
| Hommes | Classe d’âge | Femmes |
| ------ | ------------ | ------ |
| 0,2    | 90 ou +      | 1,2    |
| 9,3    | 75-89 ans    | 10,8   |
| 22,1   | 60-74 ans    | 22,5   |
| 24,9   | 45-59 ans    | 26,2   |
| 19,3   | 30-44 ans    | 17,5   |
| 11,5   | 15-29 ans    | 11,0   |
| 12,7   | 0-14 ans     | 10,9   |

| Hommes | Classe d’âge | Femmes |
| ------ | ------------ | ------ |
| 0,6    | 90 ou +      | 1,5    |
| 6,8    | 75-89 ans    | 9,5    |
| 17,2   | 60-74 ans    | 18,4   |
| 20,9   | 45-59 ans    | 20,5   |
| 19,5   | 30-44 ans    | 18,6   |
| 17,7   | 15-29 ans    | 15,7   |
| 17,4   | 0-14 ans     | 15,8   |

### Sports
Le sport à Alsting est principalement dominé par deux disciplines : le football (USAZ) et le tennis (TCAZ). Il existe toutefois des associations qui proposent des entrainements et des compétitions d'autres sports tels que le volley-ball par l'A.S.C.A. par exemple. Le village dispose de quelques équipements sportifs tels que :
- le stade municipal Joseph-Aubertin, qui est le seul stade de football de la commune, est situé à Alsting. Il a une surface naturelle. Il porte le nom de l'ancien maire qui l'inaugura en 1968 à la création de l'Union Sportive Alsting-Zinzing (U.S.A.Z.), club de football ayant actuellement son équipe première en Première Division du district[27] et sa seconde en Troisième division du district[28] ;
- le citystade a été installé à Hessling, entre l'école et le Clos du Verger. Il a une surface synthétique. Un terrain de boules a aussi été installé à proximité du citystade, il offre la possibilité de jouer à la pétanque tout au long de l'année ;
- le complexe de tennis, quant à lui, est situé à Zinzing, rue du Bassin. Il comporte une salle chauffée et éclairée avec le terrain couvert Pierre-Hehn, en moquette, et deux terrains extérieurs l'un en terre-battue, l'autre en terre-battue synthétique ;
- la salle polyvalente omnisports accueille une multitude de sports, comme du volley-ball, du handball, du tennis ou du futsal. C'est aussi une salle de fêtes et d'expositions ;
- le centre équestre des Cavaliers est situé dans la vallée de la Simbach, à Alsting, avec des boxes, un manège ouvert, un club-house, une scène.

### Manifestations culturelles et festivités
Tout au long de l'année, de nombreux banquets et fêtes populaires sont organisés par les nombreuses associations du village. Ils sont souvent répartis entre la salle polyvalente et le Clos du Verger, salle des fêtes.
- Janvier : la Marche de l'Epiphanie organisée par l'Amicale des Pompiers et les vœux du maire organisés par la municipalité.
- Février : le Thé dansant organisé par le Country Club[29] ; la Soirée pizzas organisé par les A.F.C ; le Carnaval des enfants organisé par l'U.S.A.Z. ; la Soirée pizza organisée par l'APEDEM[30] ; le Carnaval Tai-Bo organisé par l'A.S.C.A.
- Mars : les Trocs et puces organisés par l'A.S.C.A. ; la Soirée tout feu tout flammes organisée par l'Amicale des Pompiers[31] ; la Soirée pizzas organisée par l'U.S.A.Z.
- Avril : la Fête des Anciens organisée par la municipalité ; le Café-gâteau organisé par Aide et Partage ; le Banquet de l'U.S.A.Z. Chaque année, l'Amicale des Pompiers organise la Nuit des Sorcières sur la place de l'Etzel avec le brûlage de la sorcière et un spectacle pyrotechnique.
- Mai : l'A.S.C.A. organise la Marche de Santé le premier mai ; la cérémonie de commémoration de la victoire 1945 est organisée par la commune avec les Anciens Combattants.
- Juin : une fête familiale est organisée par le Country club ; l'U.S.A.Z. organise Tout Alsting joue au foot vers la moitié du mois ; le Tennis club organise la Fête du tennis ; l'U.S.A.Z. organise la fête des cerises, le dernier week-end de juin.
- Juillet : la Cérémonie de la Fête Nationale le 13 juillet.
- Août : l'U.S.A.Z. organise son Challenge Supporter-club ; le même week-end, les Cavaliers organisent la Fête du cheval. L'U.S.A.Z. organise aussi le tournoi de pétanque Tout Alsting joue à la Pétanque.
- Septembre : l'A.S.C.A. organise une Marche gourmande ; au début du mois, les Cavaliers organisent un Concours de chevaux islandais.
- Octobre : le Country club organise une Soirée country ; le Cycle-club Ariane organise une sortie de fin de saison ; la fête des doublés est organisée par le Comité des Doublés ; l'APEDEM organise l'Oktoberfest.
- Novembre : les Parents d'élèves organisent une Bourse aux jouets ; l'Amicale des Pompiers organise le Bal de la kirb ; l'A.S.C.A. organise un marché de Noël ; les Aviculteurs d'Alsting organisent leur Exposition avicole annuelle ; les Cavaliers organisent une Soirée Beaujolais.
- Décembre : la Société des Mineurs organisent le Banquet de la Sainte-Barbe ; l'A.S.C.A. organise un Volley-ball nocturne ; les A.F.C. organisent la Fête de la Saint-Nicolas ; l'Amicale des Pompiers organisent le Repas de la Sainte-Barbe ; l'U.S.A.Z. organise son Noël ; le Club du 3e Âge organise son banquet annuel.

### Médias

#### Presse
- Le Républicain lorrain ;
- L'Ami des Foyers Chrétiens ;
- La municipalité édite un bulletin d’information semestriel intitulé Actualité d'Alsting.

#### Radio
- SR 1 Europawelle : 88.0 FM
- RTL : 88.4 FM (234 LW)
- RTL2 : 94.8 FM
- SR 3 Saarlandwelle : 95.5 FM
- ici Lorraine : 98.8 FM
- France Inter : 89.5 FM
- France Musique : 93.6 FM
- France Info : 106.4 FM
- France Culture : 90.7 FM
- Europe 1 : 104.5 FM
- Europe 2 : 102.3 FM
- Radio Mélodie : 102.7 FM
- RCF Jerico Moselle : 101.3 FM

#### Télévision
- France 3 Lorraine
- Moselle TV
- TV8 Moselle-Est
- TVAZ (TéléVision d'Alsting-Zinzing) : télévision locale de la commune gérée par la régie de télédistribution du village. Elle diffuse les affaires et annonces communales, les anniversaires, les mariages, les naissances et les décès dans la commune. Elle diffuse aussi les événements importants filmés comme la messe de communion, de confirmation, le mot du maire, le spectacle de la Saint-Nicolas, etc.

## Culture locale et patrimoine

### Lieux et monuments

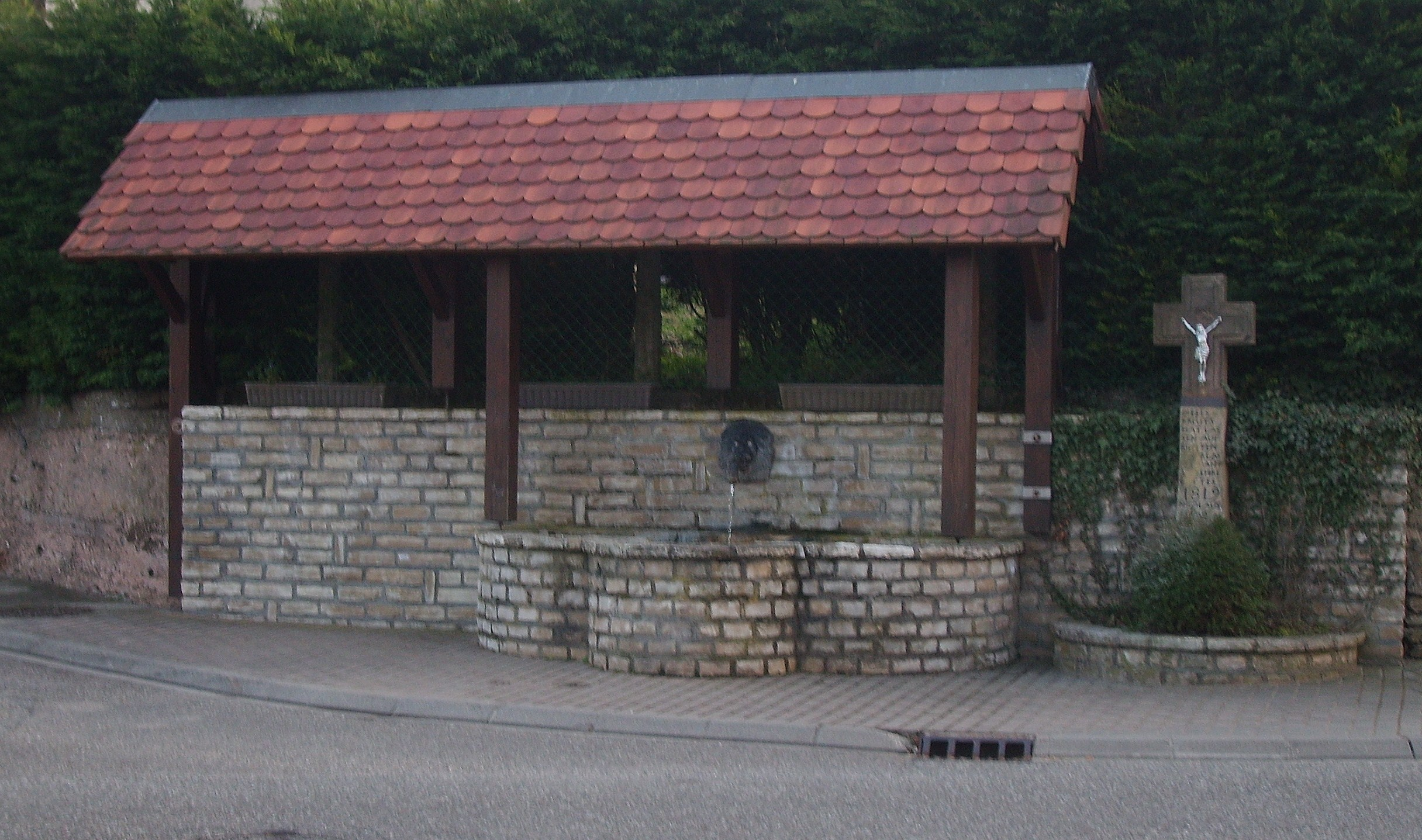
La fontaine et la croix en bas de la rue du Bassin, à Zinzing.

Alsting et Zinzing comptent de nombreuses fontaines et 18 croix qui embellissent le village. Elles sont situées sur le bord des routes et des forêts.
En 1919, la grotte à la Vierge Marie fut construite par les bénévoles d’Alsting pour remercier la Vierge d’avoir épargné le village et ses habitants de la Première Guerre mondiale

#### Édifice religieux

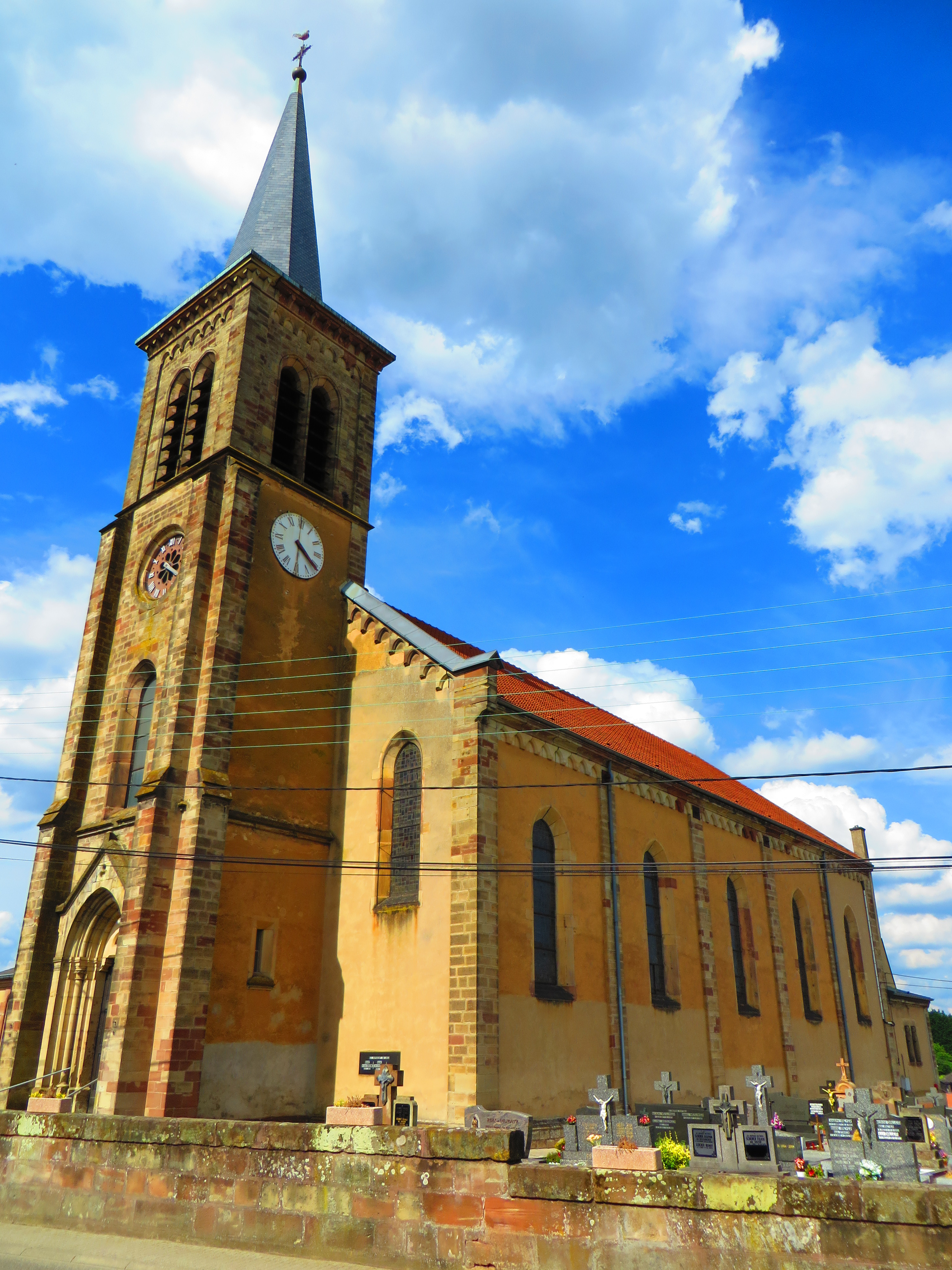
Église Saint-Pierre à Hessling.

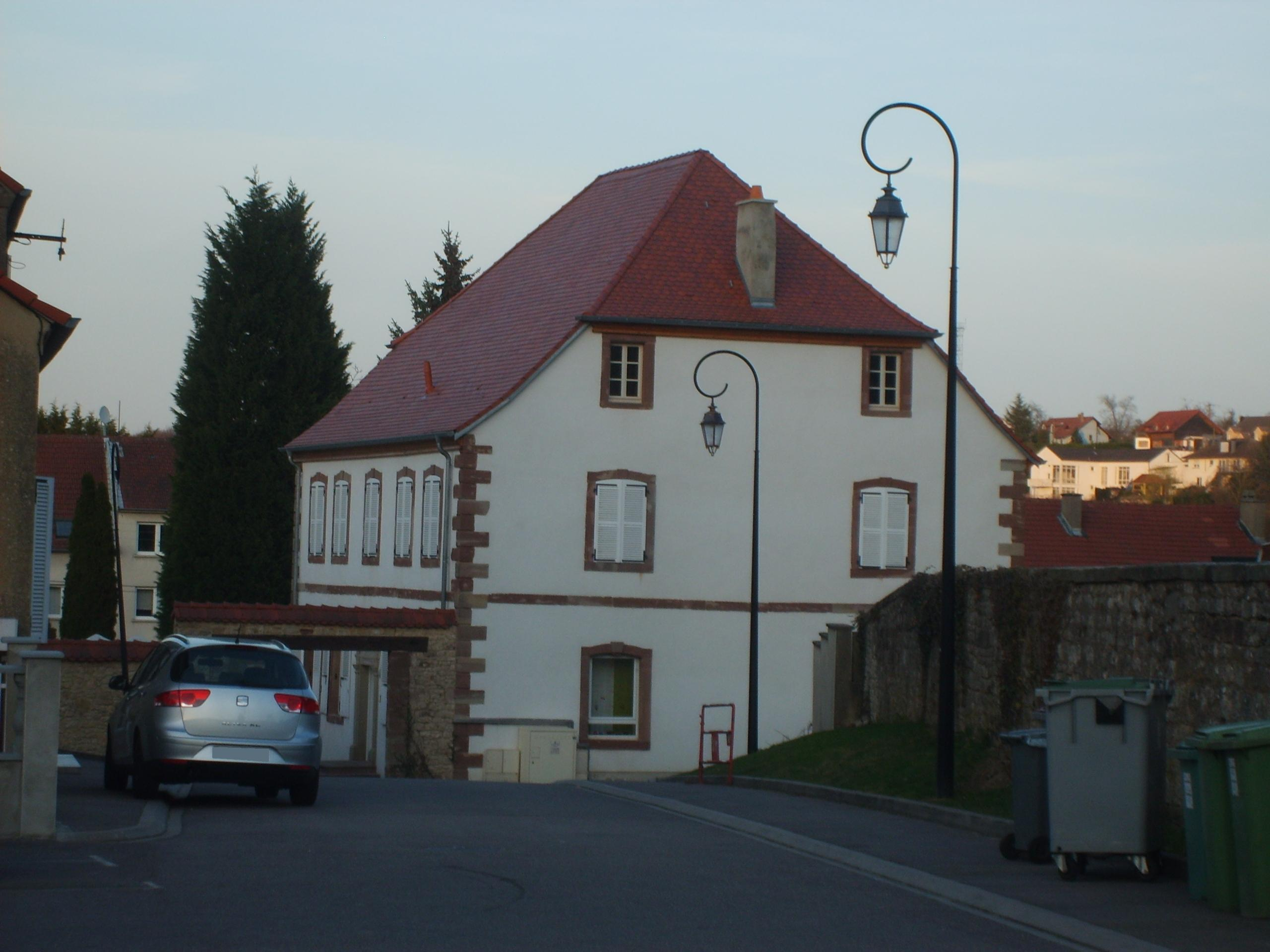
Ancien presbytère à l'état actuel, rénové en 2010-2011.

- Église Saint-Pierre, à Hessling néo-gothique 1881, restaurée après 1950.
- Le presbytère catholique est très ancien, on ne connait pas exactement sa date de construction. Il n'est plus utilisé en tant que presbytère, le curé de la paroisse résidant à Spicheren. Il sert de cantine scolaire à l'école Louis-Pasteur, toute proche.

#### Calvaires
- Croix des Morts (Todeskreuz) : à l'entrée d'Alsting à droite en venant de Spicheren, 1780. Les convois funèbres venant de Spicheren passaient par la vallée et remontaient le Totenweg en face de la croix.
- Croix rue Saint-Jean (Kehr) : au fond de la rue Saint-Jean dans le virage côté gauche, 1801. Les soldats de Napoléon ont fait halte à cet endroit en revenant des campagnes d'Italie.
- Croix du Jungenwald : en haut de la rue Saint-Jean, à gauche et en hauteur avant d'entrer dans la forêt, 1989.
- Croix rue de la Montagne : au bas de la rue à droite. Certainement présente avant la construction de la maison en 1828.
- Croix rue de Palinges : 1851.
- Croix du Etzel : parking du Etzel vers école et clos du Verger, 1872. À noter que la même année, 30 décès ont été enregistrés dont 24 enfants.
- Croix des Missions (Missions Kreuz) : à droite de la grotte, 1886.
- Les Deux Croix (die zwei Kritzer) : dans la vallée, à gauche, sur le chemin menant vers les "cavaliers". La croix en béton est d'après-guerre (1939-1945). Il y avait d'abord une croix en bois à cet emplacement. Sur la seconde, la date de 1991 est celle de la rénovation.
- Croix rue de l'Église : à droite de la maison no 13 rue de l'Église, date d'après guerre. Cette croix a été érigée par un couple pour remercier Dieu d'avoir ramené leur fils qui était en captivité pendant la guerre.
- Croix Sainte-Magdalena ou Croix du Choléra (Cholera Kritz) : 6 rue de Châtelaillon. Une épidémie de choléra a eu lieu en 1854 (38 décès), mais d'après le registre communal la croix existait déjà avant 1853.
- Croix de la maison Andreotti : jardin 2 rue de Kerbach, 1719. Plus ancien calvaire du village.
- Croix de l'Ermerich : en haut de la rue de Kerbach, à la lisière de la forêt de l'Ermerich, 1842.
- Croix rue Bellevue : au fond à droite de la rue, 1893.
- Croix de la Fontaine (Kamm Nickels Kritz) : à droite de la fontaine, intersection rue Châtelaillon et rue du Bassin, 1819.
- Croix Sainte-Margarita (Adelaïd's Kreutz) : à l'entrée de Zinzing, début du lotissement Sainte-Marguerite sur le côté gauche.
- Croix rue de Simbach (Sackstetters Kritz) : rue de Simbach, à droite au lieu-dit "Steinbruch".
- Croix de la Siebertsmühle : au bord de la route à gauche devant le restaurant de la Siebertsmühle.
- Croix Hehn Elise : entre Zinzing et Grosbliederstroff, côté gauche en face du nouveau lotissement, 1949. Madame Hehn est décédée subitement sur le bord de la route à la suite d'un malaise en revenant de Grosbliederstroff après ses achats.

#### Bornes
- 12 bornes encore apparentes à la frontière franco-allemande datant de 1830 et 1876.
- 14 bornes encore apparentes à la frontière avec Grosbliederstroff datant de 1752, avec la croix de Lorraine, et les initiales des villages limitrophes. Sur la borne-limite triangulaire (Grosbliederstroff, Lixing, Alsting) on retrouve sur chaque faces les initiales des villages, la date 1752 ainsi que l'écusson du Comte de Kerpen.

#### Carrières
- Creutzeck (carrière de pierre calcaire) : l'exploitation débute vers 1900, et dès 1910, la pierre fut transportée par téléphérique de la carrière jusqu'en Allemagne de l'autre côté de la Sarre. En 1920 on tente l'exploitation souterraine, mais le projet fut abandonné pour raisons de sécurité. En 1929, on découvre les restes fossiles d'un rhinocéros. En 1939-1945, le téléphérique est encore utilisé. Puis le site est abandonné.
- 1er Steinbuch (carrière de grès bigarré) : appartenait en 1889 à Joseph Finck, entrepreneur en bâtiment à Sarreguemines. Aujourd'hui en friche, elle a servi à la construction de l'église Saint-Étienne (cathédrale de la Sarre) de Wittring en 1903, l'église Protestante de Sarreguemines rue George V, les immeubles du quai Finck et plusieurs immeubles de la rue du Parc.
- 2e Steinbuch (carrière de grès) : se situe 200 m plus haut et appartenait en 1889 au maître maçon Joseph Sturmer à St Johann à Sarrebruck. Acheté par la famille Starck où érigé leur maison.
- Buchholtz (carrière de grès) : louée en 1923 à Nicolas Karmann confectionneur de monuments et pierres tombales.
- Steinbruch du Herkes (carrière de grès) : appartenait certainement à Daniel Finck (frère de Joseph), également entrepreneur en bâtiment à Forbach. Aujourd'hui abandonnée.
- Steinbruch du Bruckwiesenberg (carrière de grès) : louée en 1924 à Georges Meyer et Georges Michels pour la construction de leurs maisons.
- Mettersbruch (carrière de pierre calcaire) : en service jusqu'en 1955, située en haut de la rue des Fleurs, elle correspond à un ensemble de petites carrières exploitée par des particuliers.
- Lettfeld (carrière d'argile) : située à l'entrée d'Alsting, elle est d'abord utilisée par les tuileries Couturier de Forbach puis est transformée en lotissement.
- Bellevue (carrière d'argile) : appartenait à la famille Finck, située rue Bellevue.

#### Maisons à linteau
- Grange du presbytère (1733), construite en même temps que le presbytère, plus ancien bâtiment d'Alsting.
- À Alsting : 13 rue de Palinges (1814), 14 rue de Palinges (1867), 17 rue de Palinges (1856), 20 rue de Palinges (1898), 82 et 84 rue de Palinges (construites ensemble en 1780), 1 rue St-Jean (1879), 1 rue de la Montagne (1901), 4 rue de la Montagne (1828)
- À Zinzing : 1 rue de Châtelaillon (1910), 2 rue de Châtelaillon (1901), 9 rue de Châtelaillon (1884), 19 rue de Châtelaillon (1825), 31 rue de Châtelaillon (1930, dont ancienne porte d'entrée remontée à l'arrière de la maison datant de 1792), 26 rue de Châtelaillon (1896), 40 rue de Châtelaillon (1925), 1 rue Bellevue (1912), 1 rue Kerbach (1906), 2 rue Kerbach (1928), 3 rue Kerbach (1905), 1 rue Simbach (1928, construction initiale en 1872), 3 rue Simbach (1838).

### Personnalités liées à la commune
- Roger Bichelberger : écrivain et philosophe.

### Héraldique
| Blason | Blasonnement : « D'argent à deux clefs passées en sautoir, l'une d'azur et l'autre de gueules, accompagnées en chef d'une tête de lion de sable et en pointe d'une croisette pattée du même. » |

## Pour approfondir